# Protracheoniscus kuehnelti
Protracheoniscus kuehnelti är en kräftdjursart som beskrevs av Helmut Schmalfuss 1979. Protracheoniscus kuehnelti ingår i släktet Protracheoniscus och familjen Trachelipodidae. Inga underarter finns listade i Catalogue of Life.